# Granville Stanley Hall

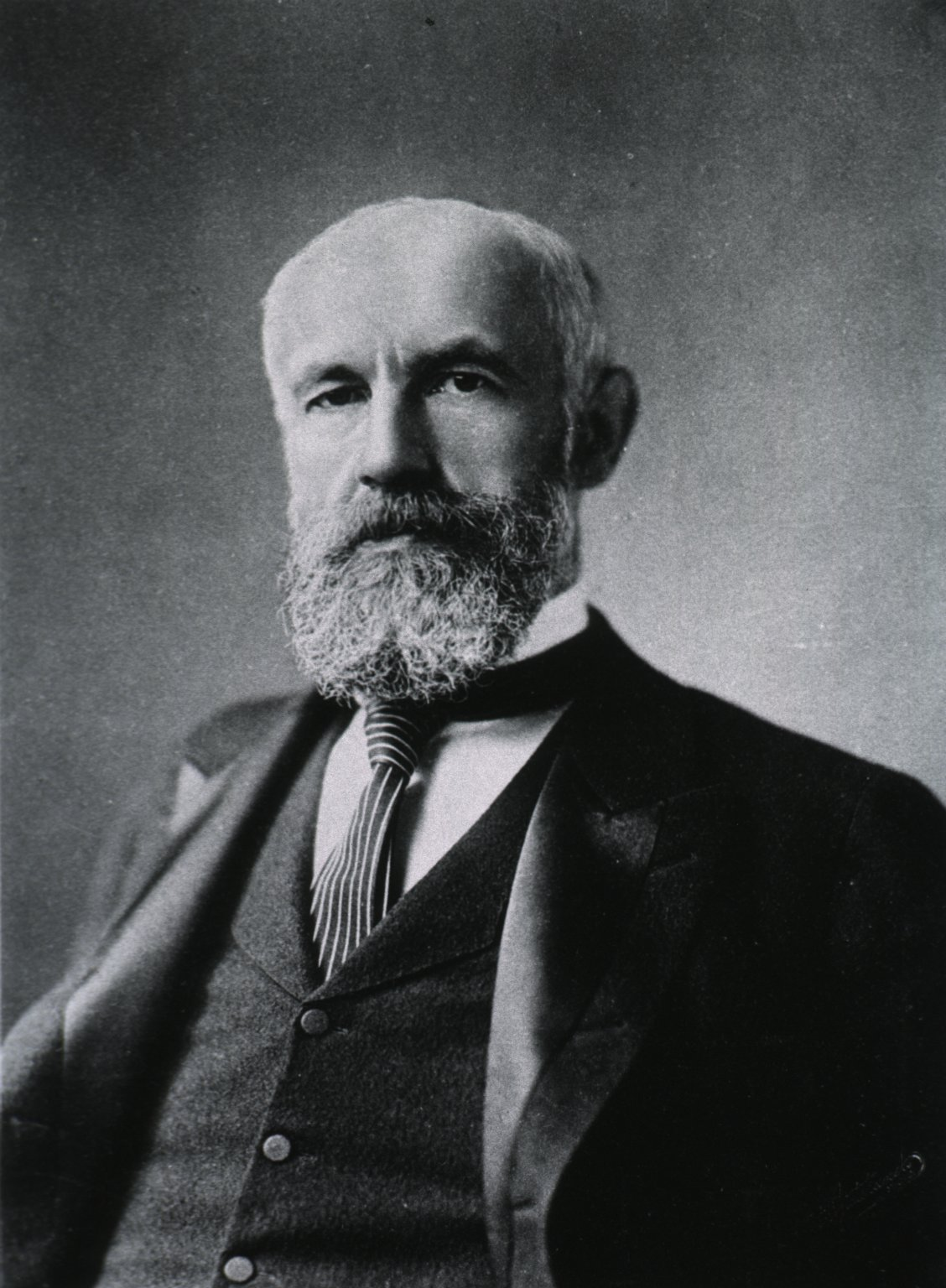
Granville Stanley Hall, 1910.

Glanville Stanley Hall (n. 1844 - d. 1924) a fost un psiholog și pedagog american. A fost fondatorul al psihologiei educaționale. 
Hall a contribuit la dezvoltarea experimentelor pedagogice a chestionarului ca instrument de investigare psihologică. A difuzat o concepție biologistă despre psihicul uman. În 1883 a înființat primul laborator oficial de psihologie în S.U.A. la Universitatea „Johns Hopkins”. În 1887 a fondat primul periodic american de psihologie „American Journal of Psychology”. În 1915 a pus bazele revistei „Journal of Aplied Psychology” A fost primul președinte al Asociației Psihologilor Americani.

## Lucrări
- „Adolescence; Its psychology and its Relations to Psychology, Antropology, Sociology”  1904
- „Educational problems”   1911
- „Founders of Modern Psychology”  1912
- „Senescence; the last Half of Life”    1922